# Торой
Торой — упразднённое село в Магдагачинском районе Амурской области России.

## География
Урочище находится в центральной части Амурской области, на левом берегу реки Амур, на расстоянии примерно 83 километров (по прямой) к юго-востоку от посёлка городского типа Магдагачи, административного центра района. Абсолютная высота — 198 метров над уровнем моря.

## История
По данным 1926 года в селе имелось 58 хозяйств (51 крестьянского типа и 7 прочих) и проживал 261 человек (138 мужчин и 123 женщины). В национальном составе населения преобладали русские. В административном отношении входило в состав Торойского сельсовета Тыгдинского района Зейского округа Дальневосточного края.
Исключено из учётных данных в 1974 году как фактически не существующее.